# Município de Sycamore (condado de Hamilton, Ohio)
O município de Sycamore (em inglês: Sycamore Township) é um município localizado no condado de Hamilton no estado estadounidense de Ohio. No ano de 2010 tinha uma população de 19.200 habitantes e uma densidade populacional de 1.096,46 pessoas por km².

## Geografia
O município de Sycamore encontra-se localizado nas coordenadas 39° 13′ 01″ N, 84° 21′ 49″ O. Segundo a Departamento do Censo dos Estados Unidos, o município tem uma superfície total de 17.51 km², da qual 17.49 km² correspondem a terra firme e (0.12%) 0.02 km² é água.

## Demografia
Segundo o censo de 2010, tinha 19.200 habitantes residindo no município de Sycamore. A densidade populacional era de 1.096,46 hab./km². Dos 19.200 habitantes, o município de Sycamore estava composto pelo 84.24% brancos, o 6.42% eram afroamericanos, o 0.17% eram amerindios, o 6.59% eram asiáticos, o 0.16% eram insulares do Pacífico, o 0.61% eram de outras raças e o 1.81% pertenciam a duas ou mais raças. Do total da população o 2.73% eram hispanos ou latinos de qualquer raça.